# منير قليبو
ٍ
منير قليبو (1960-) هو سياسي فلسطيني من مواليد القدس، حاصل على شهادة بكالوريوس في إدارة الاعمال من جامعة بيرزيت عام 1983، تابع دراسته العليا وحاز على شهادة الماجستير في قيادة التعليم العالي من جامعة كولومبيا، ساوث كارولينا، الولايات المتحدة الأمريكية عام 1991، قام بتأليف دليل عن التطوع في فلسطين عام 2003، مسؤول عن برنامج المتطوعين الفلسطينيين التابع للأمم المتحدة منذ عام 2000، مدير برنامج متطوعي الأمم المتحدة وبرنامج نقل المعرفة من خلال المواطنين المغتربين، تمت دعوته للمساعدة في تأسيس برامج مماثلة في لبنان، سوريا، أفغانستان، فيتنام، صوماليا، والعراق.

## مسيرته العمليّة
- عمل كمنسق وكمحاضر في دائرة إدارة الأعمال في الكلية الإبراهيمية المجتمعية بالقدس لخمس سنوات (1984-1989).
- أصبح عميد الكلية الإبراهيمية المجتمعية لثلاث سنوات (1991-1994).
- عمل في وزارة المالية الفلسطينية عام 1995.
- انضم إلى برنامج الأمم المتحدة الإنمائي في برنامج تقديم المساعدة للشعب الفلسطيني عام 1996.
- حصل على درجة المشاركة في الشراكات القطاعية من جامعة كامبردج البريطانية، المملكة المتحدة، عام 2003.
- مدير دائرة مشاريع الإدارة الحكومية والعامة في برنامج الأمم المتحدة الإنمائي (UNDP).
- قاد الفريق الذي أنتج ونشر كتاب فلسطين: دليل (كتب انتر لينك، 2005).[2]
- ممثل منظمة العمل الدولية في فلسطين ومصور محترف.
- شارك د. فارسين اغابيكيان شاهين في كتاب "فلسطينية ارمنية".[3]